# 麦祥
麦祥，云南楚雄人，清朝政治人物。进士出身。
嘉慶二十四年（1819年）己卯恩科进士。道光三年（1823年）接替陈士荣任龙岩州知州一职，道光四年由尚维昂接任。